# Abierto de Australia 1994
Lista de los campeones del Abierto de Australia de 1994:

## Individual masculino
Pete Sampras (USA) d. Todd Martin (USA), 7–6(7–4), 6–4, 6–4

## Individual femenino
Steffi Graf (ALE) d. Arantxa Sánchez Vicario (ESP), 6–0, 6–2

## Dobles masculino
Jacco Eltingh/Paul Haarhuis (NED)

## Dobles femenino
Gigi Fernández (USA)/Natasha Zvereva (BLR)

## Dobles mixto
Larisa Neiland (LET)/Andrei Olhovskiy (RUS)
| Predecesor: 1993                           | Abierto de Australia 1994 | Sucesor: 1995                         |
| Predecesor: Abierto de Estados Unidos 1993 | Grand Slam 1994           | Sucesor: Torneo de Roland Garros 1994 |

- Datos: Q367739